# René Tretschok
René Tretschok (* 23. Dezember 1968 in Wolfen) ist ein ehemaliger deutscher Fußballspieler und jetziger Fußballtrainer. Mit Borussia Dortmund wurde er zweimal Deutscher Meister und gewann 1997 die Champions League.

## Karriere
Tretschok stieß 1986 zur ersten Mannschaft des Halleschen FC Chemie, wo er zusammen mit Dariusz Wosz zum Publikumsliebling avancierte und in seiner ersten Saison in die DDR-Oberliga aufstieg. In der Saison 1990/91 qualifizierte sich Tretschok mit dem Halleschen FC für die 2. Bundesliga und den UEFA-Pokal 1991/92.
1992 kam er zu Borussia Dortmund und spielte dort bis 1997. Lediglich in der Saison 1993/94 wurde er an Tennis Borussia Berlin ausgeliehen. Mit Borussia Dortmund erlebte er seine erfolgreichste Zeit. Mit dem Gewinn der Champions League verabschiedete er sich 1997 zum 1. FC Köln, den er nach dem Abstieg 1998 wieder verließ. Bei Hertha BSC wurde er auf Anhieb zur Stammkraft und war lange Zeit Leistungsträger der Berliner. Ab 2003 spielte er in der Zweiten Mannschaft des Vereins.
Im Januar 2005 wechselte er zum SV Babelsberg 03. Dort beendete er im Sommer 2007 seine Karriere und war bis Oktober 2007 als Co-Trainer aktiv. In der Saison 2008/09 war René Tretschok als sportlicher Leiter beim Oberliga-Aufsteiger FC Grün-Weiß Wolfen tätig. Im Oktober 2008 gab er im Ligaspiel der Grün-Weißen gegen den SSV Markranstädt sein Comeback als Spieler.
Seit dem 1. Juli 2009 war Tretschok der Trainer der U-19 Auswahl von Hertha BSC.
Am 14. Februar 2012 übernahm Tretschok interimsweise die Profimannschaft von Hertha BSC und leitete sein erstes Bundesligaspiel als Trainer gegen Borussia Dortmund (0:1). Zwei Tage zuvor war Michael Skibbe nach einer Amtszeit von nur 50 Tagen entlassen worden. Nach der Verpflichtung von Otto Rehhagel als neuen Chef-Trainer wurde er dessen Co-Trainer.
Anschließend arbeitete Tretschok wieder als Trainer von Herthas U-19 Mannschaft. Ende November 2012 trat er aus persönlichen Gründen von seinen Aufgaben zurück. Inzwischen ist er stellvertretender Vorstand der Fußballschule Tretschok in Wolfen.

## Statistik
- 1. Bundesliga: 180 Spiele; 23 Tore
61 Spiele; 8 Tore Borussia Dortmund
34 Spiele; 8 Tore 1. FC Köln
85 Spiele; 7 Tore Hertha BSC
- Champions League: 14 Spiele; 2 Tore
14 Spiele; 2 Tore Borussia Dortmund, darunter das 1:0-Siegtor gegen Manchester United im Halbfinalhinspiel auf dem Weg zum Gewinn der Champions-League 1997
1 Spiel Hertha BSC
- Champions-League-Qualifikation
2 Spiele Hertha BSC
- UEFA-Pokal (heute Europa League): 19 Spiele; 1 Tor
2 Spiele Hallescher FC
6 Spiele Borussia Dortmund
11 Spiele; 1 Tor Hertha BSC
- DFB-Pokal: 21 Spiele; 3 Tore
2 Spiele; 1 Tor Hallescher FC
3 Spiele Tennis Borussia Berlin
9 Spiele; 1 Tor Borussia Dortmund
1 Spiel 1. FC Köln
3 Spiele; Hertha BSC
1 Spiel Hertha BSC Amateure
2 Spiele SV Babelsberg 03
- Super-Cup
1 Spiel Borussia Dortmund
- Liga-Pokal
5 Spiele Hertha BSC
- UI-Cup
5 Spiele; 1 Tor 1. FC Köln
- DDR-Oberliga
81 Spiele; 7 Tore HFC Chemie
- 2. Bundesliga: 56 Spiele; 4 Tore
30 Spiele; 3 Tore Hallescher FC
26 Spiele; 1 Tor Tennis Borussia Berlin
- DDR-Liga
8 Spiele HFC Chemie
- Regionalliga Nord
6 Spiele Hertha BSC Amateure
- Oberliga NOFV-Nord
18 Spiele; 2 Tore SV Babelsberg 03

## Erfolge
- 1987 Aufstieg in die DDR-Oberliga
- 1993 UEFA-Pokal-Finale
- 1995 Deutscher Meister
- 1996 Deutscher Meister
- 1997 Champions-League-Sieger
- 1997 Weltpokal-Sieger
- 2000 Ligapokal-Finale
- 2001 Ligapokal-Sieger
- 2002 Ligapokal-Sieger
- 2006 Landespokal-Sieger Brandenburg
- 2007 Oberliga-Meister; Landespokal-Sieger Brandenburg